# Igor Pokrajac
Igor Pokrajac, född 2 januari 1979, är en kroatisk MMA-utövare som tävlar i organisationen Ultimate Fighting Championship.